# 津田村 (岡山県上道郡)
津田村（つだそん）は、岡山県上道郡にあった村。現在の岡山市東区の一部にあたる。

## 地理
百間川と吉井川の二つの河川最下流に挟まれた地域に位置していた。
- 海洋：児島湾

## 歴史
- 1889年（明治22年）6月1日、町村制の施行により、上道郡升田村、君津村が合併して村制施行し、津田村が発足[1][2]。旧村名を継承した升田、君津の2大字を編成[2]。
- 1892年（明治25年）水害で大きな被害を受けた[2]。
- 1893年（明治26年）水害で大きな被害を受けた[2]。
- 1934年（昭和9年）水害で大きな被害を受けた[2]。
- 1953年（昭和28年）2月1日、上道郡古都村・西大寺町・可知村・光政村・津田村・九蟠村・金田村、邑久郡豊村・太伯村・幸島村・邑久町（一部）と合併し、市制施行し西大寺市を新設して廃止された[1][2]。

### 地名の由来
沖新田の開発功労者津田永忠の業績を伝える意味を込めて、合併両村名を折衷した。

## 産業
- 農業、漁業、海苔養殖[2]